# NGC 2593
NGC 2593 ist eine linsenförmige Galaxie vom Hubble-Typ S0/a im Sternbild Krebs auf der Ekliptik. Sie ist schätzungsweise 280 Millionen Lichtjahre von der Milchstraße entfernt.
Das Objekt wurde am 26. Januar 1865 vom deutschen Astronomen Albert Marth entdeckt.